# Batalla de Egospótamos
La batalla de Egospótamos (del griego Αἰγὸς Ποταμοί, 'río de la cabra') fue un enfrentamiento naval librado entre Atenas y Esparta en el marco de la guerra del Peloponeso en 405 a. C. en la desembocadura del Egospótamos, río del Quersoneso. Parece ser que allí llegó a caer un meteorito, según predijo Anaxágoras.
La batalla naval de Egospótamos tuvo lugar en 405 a. C. y fue la última batalla importante de la guerra de Decelia, la tercera y última parte de la guerra del Peloponeso. En la batalla, la flota espartana bajo el mando de Lisandro capturó a la armada ateniense. Supuso el término de la guerra, ya que Atenas, perdida su capacidad naval con la derrota, no podía importar cereales o comunicarse con su Imperio sin el control del mar.
La batalla de Egospótamos hizo que Esparta impulsara su política en toda Grecia y su flota pasara a controlar las principales rutas comerciantes.
Atenas fue severamente castigada: fue obligada a reducir su flota y a destruir sus fortificaciones, por lo que perdió áreas de influencia. La democracia fue sustituida por una tiranía.

## Acontecimientos después de laexpedición a Sicilia
En aquella época reinaba en Persia Darío II y Tisafernes era sátrapa de Sardes y Farnabazo II de la Frigia Helespóntica. Estos enviaron emisarios a Esparta para que apoyara a Quíos y le aconsejaban que accionara sobre el Helesponto. Al mismo tiempo, Alcibíades, general ateniense, se encontraba en Jonia incitando a una revuelta en contra de Atenas.
En el año 413 a. C. Esparta, aconsejada por Alcibíades, ocupó la fortaleza de Decelia en el Ática, desde donde hostigó a Atenas. Los aliados de Atenas comenzaron a abandonarla en la que se llamó la guerra de Decelia. Además, Esparta recibió apoyo monetario de Persia a cambio de renunciar a las ciudades jónicas.
En el año 411 a. C., Alcibíades logró que los atenienses cambiaran su sistema de gobierno por una oligarquía. El ejército ateniense se sublevó en Samos y exigió que Alcibíades regresase a Atenas. Al año siguiente, 410 a. C., Alcibíades al mando de la flota ateniense derrotó en Cícico, en el mar de Mármara, a la flota espartana hundiéndole 60 naves. Tras este desastre Esparta buscó la paz, pero Atenas se la negó porque en el intervalo había sido reinstaurada la democracia gracias a Cleofonte. 
Las fuerzas atenienses bajo la dirección de Alcibíades fueron ganando terreno hasta conseguir la completa reconquista del Bósforo, restableciendo la vía de abastecimiento del trigo desde Ucrania. El año 407 a. C., Alcibíades regresó triunfalmente a Atenas, donde volvieron elegirle general, pero al poco tiempo, los espartanos al mando de Lisandro lo derrotaron en Notio, por lo que la Asamblea ateniense lo sustituyó por el general Conón. Temiendo por su persona, Alcibíades se retiró a una fortaleza en el Helesponto.

## Acciones previas a Egospótamos
Durante el invierno siguiente, Lisandro terminó su año de mandato y fue sustituido por Calicrátidas quien tomó el mando de una flota reforzada compuesta por 140 trirremes. Obligó a Conón aceptar combate frente a Mitilene y lo derrotó, hundiéndole 30 de sus 70 naves y bloqueándolo en dicha ciudad.
Esta derrota colocó a Atenas en una situación tan desesperada que tuvo que fundir el oro y la plata de los templos de la Acrópolis para equipar una nueva flota de 150 trirremes. Calicrátidas, que ahora disponía de 170 naves, dejó 50 en el bloqueo de Mitilene y con el resto se enfrentó a los atenienses en la batalla de Arginusas, al sur de Lesbos, sufriendo una aplastante derrota, perdió 70 naves y murió en el combate. Era el año 406 a. C. Probablemente los atenienses podrían haber destruido a toda la flota espartana, pero una tormenta puso fin al combate. La tormenta impidió a los atenienses recoger a los náufragos de los 25 buques perdidos de su flota, lo que ocasionó que nueve de sus mandos fueran condenados a muerte, ejecutándose a seis.
Esta victoria significó que Atenas recuperara el dominio del Egeo oriental y rehusara nuevamente la paz que le solicitaba Esparta. Ciro el Joven insistió ante Esparta en que designara a Lisandro como comandante en jefe de su flota, pero como las leyes espartanas prohibían que una persona ocupara por dos períodos consecutivos el mismo cargo, obviaron esto nombrando a un jefe nominal y a Lisandro como segundo, aunque ejercía el mando efectivo. Lisandro se dirigió a Éfeso y con la ayuda monetaria de Persia incrementó rápidamente el número de trirremes de su flota. 
En el año 405 a. C., la flota espartana zarpó en dirección a Rodas, regresó al norte bordeando la costa asiática y pasó al Helesponto poniendo sitio a Lámpsaco con el propósito de interferir el tráfico del Ponto ático.

## La derrota de Egospótamos

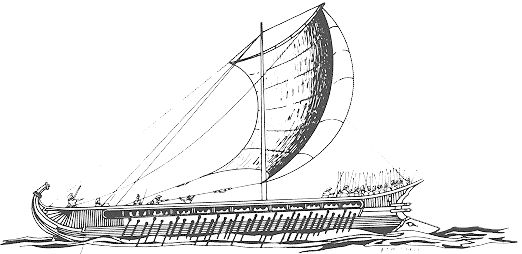
Trirreme griego.

Al enterarse Conón del bloqueo establecido por los espartanos, zarpó de inmediato de Quíos con una flota de 180 trirremes. Antes de llegar a Sesto, Lámpsaco había caído en manos de los espartanos, por lo que continuó hasta Egospótamos que se encontraba un poco al norte de Sesto, frente a Lámpsaco.
Lisandro disponía de 200 naves y al día siguiente se alistó para el combate. La flota ateniense salió a enfrentarlo, pero Lisandro eludió el combate regresando a Lámpsaco por lo que los atenienses regresaron a Egospótamos. Esta rutina se repitió por cuatro días hasta que Alcibíades le recomendó a Conón que se trasladase a Sesto donde tendría puerto y ciudad al mismo tiempo para el aprovisionamiento. Los generales atenienses no le hicieron caso y le conminaron a que se retirara.
Al quinto día, los atenienses zarparon de Egospótamos y se dirigieron a Sesto donde desembarcaron para aprovisionarse. En ese momento la flota de Lisandro se lanzó sobre ellos a gran velocidad. Conón no alcanzó a reembarcar a toda su tripulación y disponer las naves para el enfrentamiento sino que solo pudo hacerse a la mar con nueve naves mientras que el resto fueron capturadas en la playa. Los espartanos hicieron muchos prisioneros, aunque algunos se refugiaron en las fortificaciones cercanas.
Conón comprendió el desastre sufrido, se dirigió al promontorio de Abárnide y luego buscó refugio en la corte de Evágoras I, en la isla de Chipre. Envió una nave a Atenas con la noticia de lo sucedido. En la acción de Egospótamos, que en realidad no fue una batalla, los espartanos capturaron 170 naves atenienses mientras estaban varadas en la playa.

## La rendición de Atenas
Después de la victoria, Lisandro navegó a Bizancio y Calcedonia, ciudades que lo recibieron triunfalmente. Envió a Atenas sus guarniciones con salvoconductos. Su idea era que cuantas más personas hubiera en Atenas, más fácilmente caería ésta por el hambre.
En Atenas, conocida la noticia, la Asamblea resolvió bloquear los puertos, reparar las murallas y colocar la ciudad en estado de sitio bajo el mando del general Éufrates.
Pausanias, rey espartano, reclutó tropas de la Liga del Peloponeso, excepto Argos, se unió a Agis en Decelia y ambos se dirigieron sobre Atenas, sitiándola por tierra. Al poco tiempo arribó Lisandro con la flota de 150 naves, bloqueándola por mar.
Luego de varios meses de sitio y negociaciones, en el que pueblo ateniense se sublevó contra Cleofonte matándole, la ciudad se rindió. Las condiciones fueron: se demolería la Muralla Larga y las fortificaciones de El Pireo, Atenas debería devolver todas sus posesiones en el exterior, quedando reducido su territorio al Ática y Salamina, se confiscaría la flota, excepto 12 naves, se garantizaría a los exiliados el derecho de regresar a su patria y Atenas entraría en alianza con Esparta, aceptando el predominio de ésta. Atenas aceptó estos términos y así fue como Lisandro entró en El Pireo en abril del año 404 a. C.
De esta forma terminó la primera tentativa europea de formar un Imperio basado en la fuerza. La victoria espartana en Egospótamos marcó el final de 27 años de guerra y colocó a Esparta en una posición de completo dominio del mundo griego y estableció un orden político que duraría más de treinta años.